# Rivière Ouasiemsca
La rivière Ouasiemsca est un affluent de la rivière Mistassini, coulant dans le territoire non organisé de Rivière-Mistassini et dans la municipalité de Girardville, dans la municipalité régionale de comté (MRC) de Maria-Chapdelaine, dans la région administrative de Saguenay–Lac-Saint-Jean, dans la province de Québec, au Canada.

## Géographie
La rivière Ouasiemsca prend sa source au lac Fleuricourt. Elle coule vers le sud sur 190 km dans le territoire de Rivière-Mistassini puis dans Girardville où elle conflue sur la rive droite de la rivière Mistassini à 55 km de l'embouchure de cette dernière dans le Lac Saint-Jean. Son parcours est parallèle à la rivière du Chef qui conflue avec la rivière Ashuapmushuan.
Elle délimite la partie nord des municipalités de Girardville et Saint-Edmond-les-Plaines.

## Toponymie
Le toponyme rivière Ouasiemsca a été officialisé le 5 décembre 1968 à la Banque des noms de lieux de la Commission de toponymie du Québec.